# 瑞豐夜市
22°39′57″N 120°17′59″E / 22.665947°N 120.299820°E
瑞豐夜市，位於臺灣高雄市左營區裕誠路、南屏路及東門路一帶。隔著南屏路與三民家商相望，並緊鄰著高雄巨蛋商圈，該處亦為北高雄繁榮之地。瑞豐夜市於週二、週四、週五、週六及週日營業，每逢週一及週三休市。

## 歷史

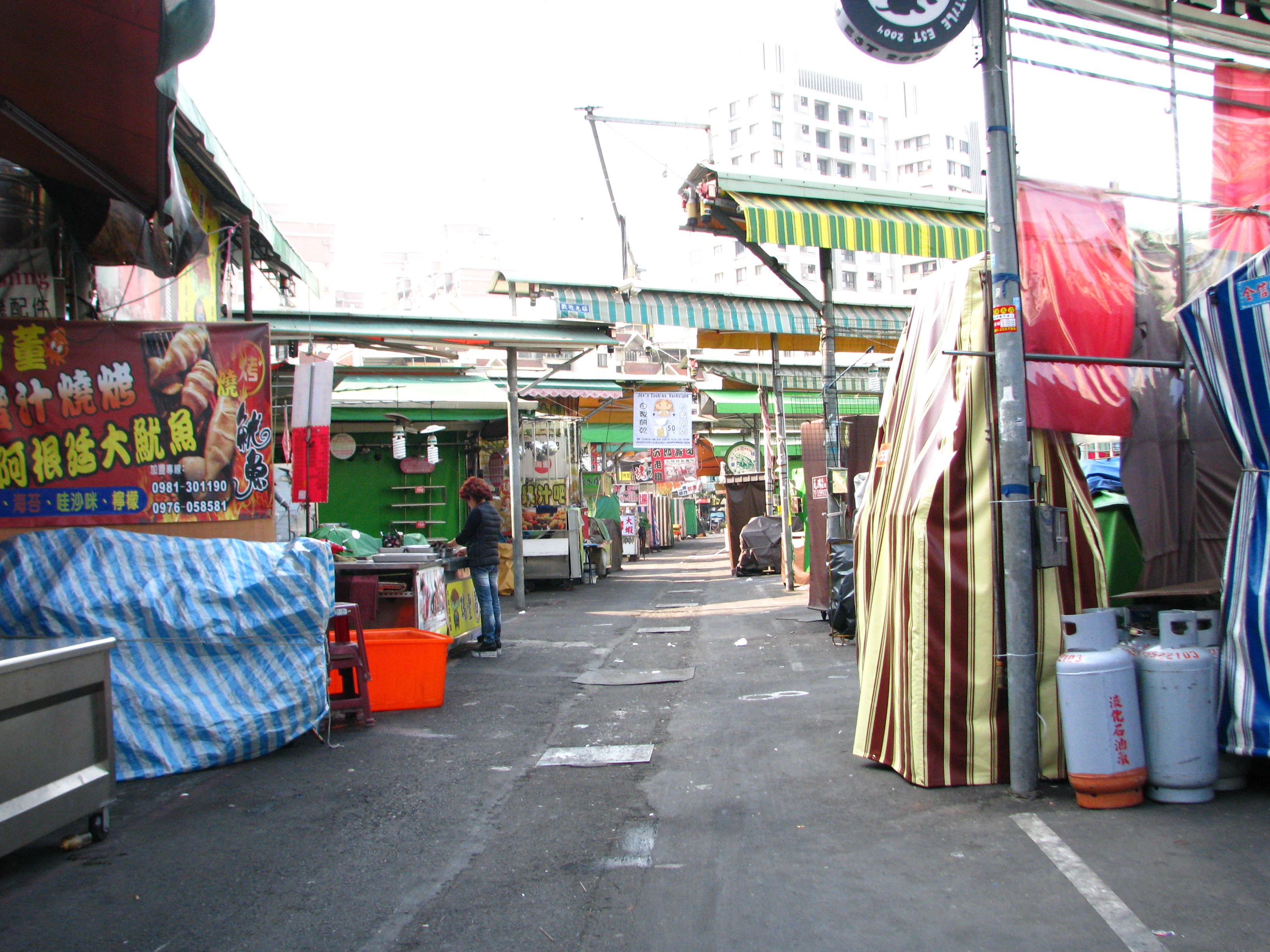
瑞豐夜市內部一景。

瑞豐夜市在1980年代初4位攤家於鼓山區瑞豐街招募起攤，因而得名瑞豐夜市，全銜港都瑞豐夜市。其後因為交通、地主等關係，先後遷移至慶豐街、華夏路（約1997年），及後再遷至現址。由當初的小攤販，演變為今日大規模的知名夜市。營業的時間通常是星期二、四、五、六、日，非營業的時間周圍仍舊有零星的商家會營業。

## 特色小吃
- 酥炸大魷魚
- 東大門韓式炸雞
- 泰式香蕉煎餅
- 慕尼黑德國豬腳
- 黑糖ㄉㄨㄞ奶
- 天使雞排
- 阿椪的店
- 日式炒麵
- 沙威瑪
- 乾燒蛤蜊
- 鯛魚燒冰淇淋
- 空包蛋雞蛋仔
- 鮮奶濃湯
- 酸梅湯
- 章魚小丸子
- 翅包飯
- 阿東炭烤
- 櫥窗滷味
- 彭氏臭豆腐
- 石記臭豆腐
- 新加坡叻沙麵
- 古早味烤玉米
- 天堂手作地瓜球

## 交通資訊

### 高雄捷運
- R14巨蛋站

### 公車
| 編號 | 經營業者   | 區間                         | 備註       |
| ---- | ---------- | ---------------------------- | ---------- |
| 3    | 南臺灣客運 | 警廣站－凹子底公園           |            |
| 16A  | 南臺灣客運 | 高鐵左營站－高雄科大（建工） |            |
| 16B  | 南臺灣客運 | 高鐵左營站－高雄科大（建工） | 經南屏路。 |
| 紅36 | 南臺灣客運 | 先勝路口－文藻外語大學       |            |

### 公共自行車
- 高雄市公共自行車租賃系統：
  - 三民家商(南屏路側)：南屏路408號(對側人行道)
  - 三民家商(裕誠路側)：裕誠路/篤敬路口(捷運巨蛋站1號出口)

## 周邊景點
- 高雄巨蛋
- 漢神巨蛋購物廣場
- 高雄市立三民高級家事商業職業學校
- 聯上大飯店
- 明誠公園

## 外部連結
- 瑞豐夜市官方的Facebook專頁